# Лиха
Лиха́ — вузлова залізнична станція Ростовського регіону Північно-Кавказької залізниці на двоколійній магістральній лінії Москва — Ростов-на-Дону. Розташована в мікрорайоні Лиховський міста Каменськ-Шахтинський Ростовської області. Від станції відгалужується неелектрифікована двоколійна лінія на Волгоград. До початку XXI століття існувало одноколійне відгалуження у напрямку станції Ізварине.

## Історія
Станція відкрита 1871 року, з введенням в експлуатацію Воронезько-Ростовської залізниці, будівництво якої почалося у 1869 році.
На початку XX століття станція Лиха, з відкриттям лінії Лиха — Царицин, набула статусу вузлової, яка зазнала великих руйнувань під час громадянської та Другої світової воєн.
У 1915 році від станції Родакове через Ізварине до Лихої відкрито лінію Північно-Донецької залізниці задля розширення вузлового комплексу станції Лиха.
Наприкінці 1940-х — початку 1950-х років побудова існуюча будівля вокзалу. Уродженець станції — генерал-майор авіації Василь Котре.
Протягом 1962—1972 років начальником Лиховського відділення Південно-Східної залізниці був Семенков Іван Григорович — почесний залізничник, на його честь названо провулок у селищі Лиховський.
До 1987 року станція належала до Південно-Східної залізниці і була центром Лиховського відділення. Станція електрифікована змінним струмом (~25 кВ).
Раніше поселення мало назву Лиховський, впродовж 1920—1924 років у ньому знаходились керівні органи Лиховської волості, яка входила до Олександро-Грушевського району, згодом до Шахтинської округи Донецької губернії УРСР.
Наприкінці 1990-х років лінія Відважна — Ізварине була демонтована.
У 2008 році, через збільшення транспортного потоку на перегоні Відважна — Замчалове, відкрита третя колію.

## Походження назви
За з однією з місцевих легенд станція і колишнє однойменне поселення отримали назви на честь атамана місцевих розбійників на прізвище Лихачов.
18 липня 2025 року, близько 23:00, у Ростовській області стався колапс на залізниці.  Внаслідок атаки невстановлених БпЛА була пошкоджена залізнична інфраструктура на перегоні Лиха — Замчалове та  затримано рух понад 50 поїздів далекого сполучення, також було скасовано низку приміських електропоїздів. Майже через три години рух поїздів на перегоні був відновлений двома коліями після того, як на станції подана напругу у контактну мережу.

## Вокзал
Вокзал станції Лиха належить до типу поздовжніх острівних. На захід від вокзалу зведений пасажирський шляхопровід. Об'ємно-просторова композиція будівлі побудована із симетричною тричастковою розбивкою об'ємів та виділенням центру. Проте за основну лінію фасаду всупереч класицистичної традиції виступає не центральна і бічна частини, а секції між ними, виконані у вигляді протяжних ризалітів. Головний вхід вокзалу розташований в одноповерховій центральній частині, увінчаної невеликим трикутним фронтоном. Усередині знаходяться зал чекання та касовий зал. Вікна мають напівциркульне завершення, монотонний фасад урізноманітнює їхній поділ пілястрами. По всьому периметру споруджено карниз із прямокутними ордерними дентикулами. Будівлю вокзалу покривають вальмові (чотирискатні) і подвійні покрівлі з невисоким ухилом.

## Інфраструктура
Усі три платформи на станції — острівного типу. Безпосередньо до залізничного вокзалу примикає 10 колій. Всі електрифіковані змінним струмом (~25 кВ. На станції здійснюється перевірка справності рухомого складу деяких поїздів. Середня зупинка пасажирських поїздів — 18 хвилин. Також тут здійснюють зміну локомотивної тяги у поїздів, що прямують у напрямку Волгограду.
Важливість станції Лиха визначається її характеристиками: до складу технологічного залізничного вузла станції входять 30 станцій, об'єднаних за територіальним принципом, які пов'язані єдиною технологією проїзної і маневрової роботи, а також виконують операції з прийому, відправлення і пропуском вантажних та пасажирських поїздів, посадці і висадці пасажирів. На Лиховському вузлі 119 під'їзних колій.

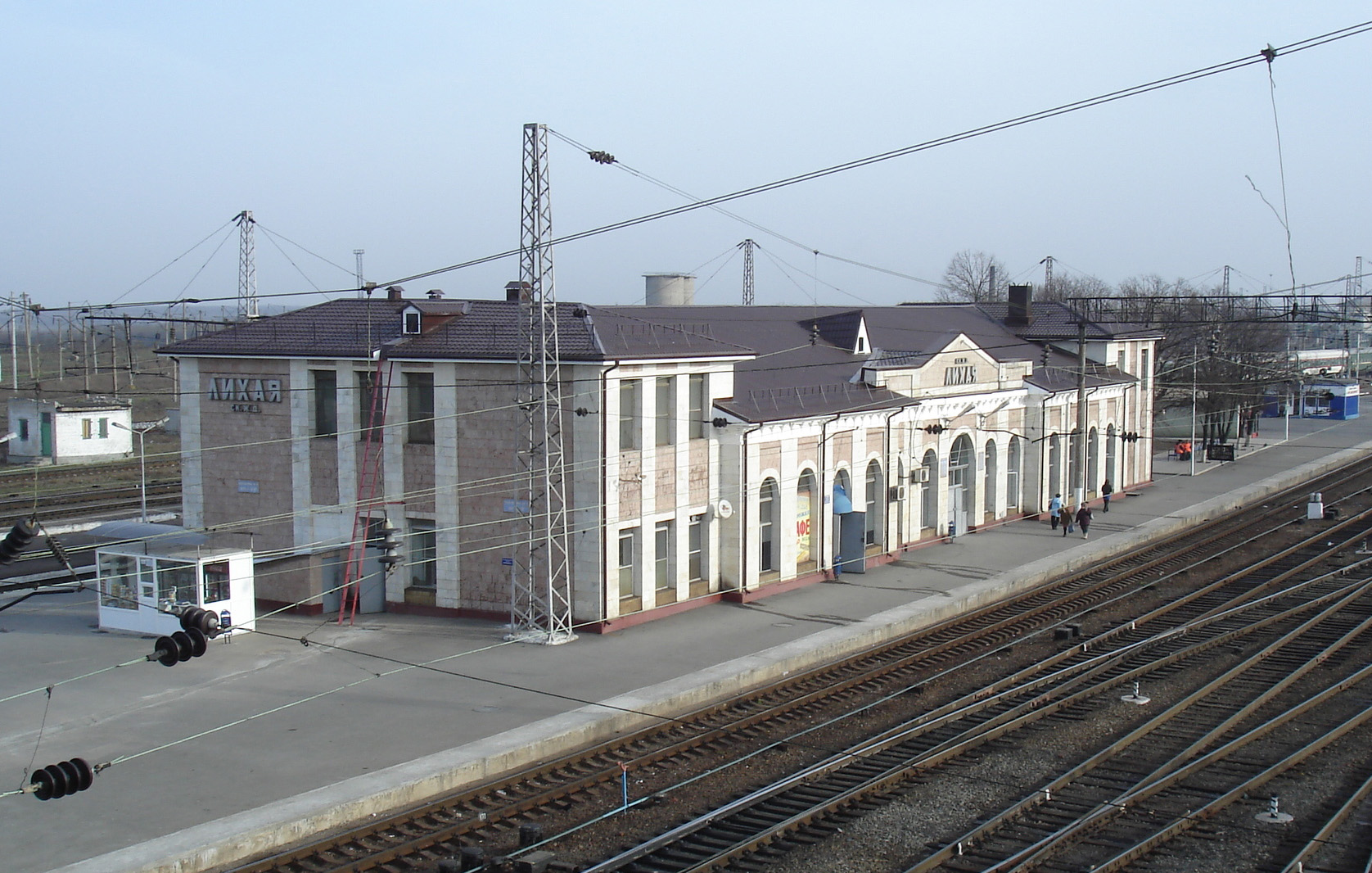
Вокзал станції Лиха
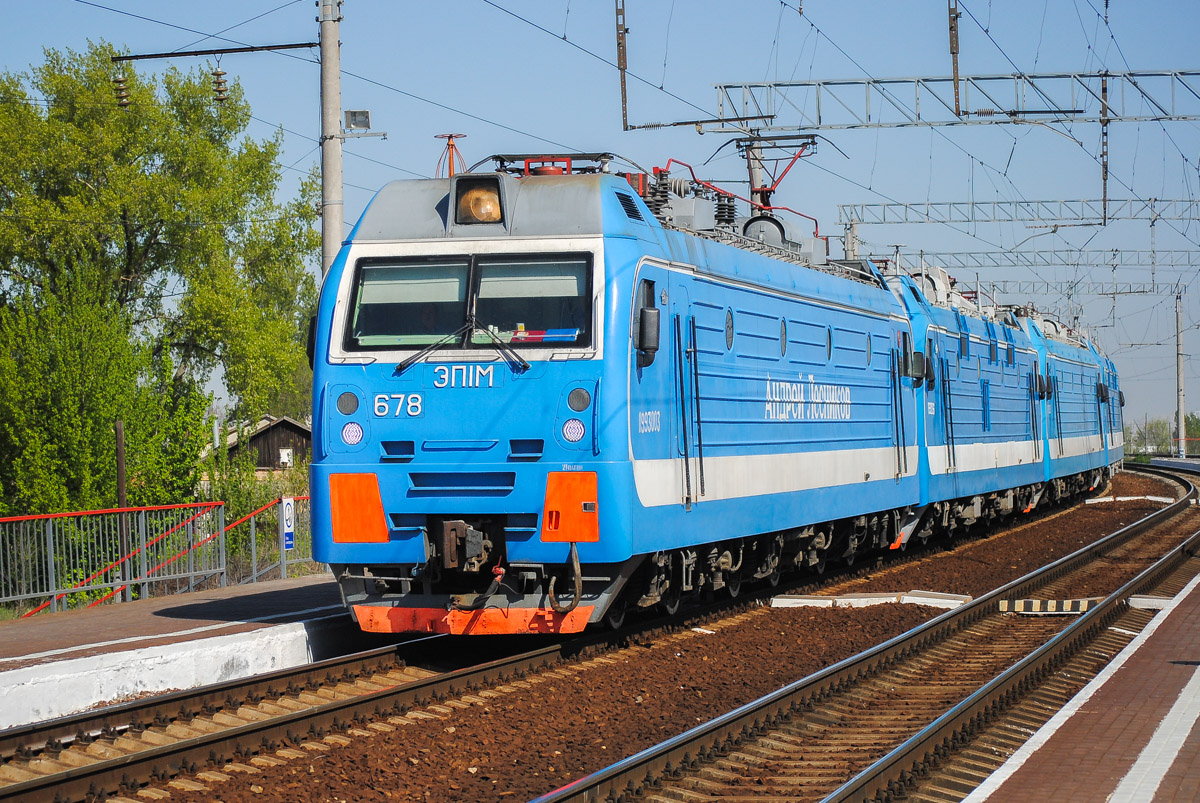
Електровоз ЕП1М-678 «Андрій Лєсников» на станції Батайськ

## Цікаві факти
- 27 липня 2011 року в локомотивному депо станції Лиха електровозу ЕП1М-678 присвоєно ім'я почесного залізничника Андрія Лєснікова[6][7].

## Відомі особи
- Котре Василь Петрович — уродженець станції Лиха — генерал-майор авіації, ветеран трьох воєн.
- Семенков Іван Григорович — почесний залізничник.